# Margaret, duchessa di Norfolk
Margaret, duchessa di Norfolk (1320 circa – 24 marzo 1399), talvolta menzionata con i cognomi Brotherton o Marshal, fu una nobildonna inglese, figlia ed erede di Tommaso, figlio maggiore di Edoardo I d'Inghilterra nato dal suo secondo matrimonio con Margherita di Francia. Nel 1338 alla morte del padre ne ereditò il titolo e la carica di Conte maresciallo di Inghilterra.

## Biografia

### Infanzia
Margaret nacque attorno al 1320 da Tommaso Plantageneto, I conte di Norfolk, il figlio maggiore di Edoardo I d'Inghilterra nato dal suo secondo matrimonio con Marguerite di Francia (che a sua volta era figlia di Filippo III di Francia), e da Alice Hailes (morta attorno al 1330). Margaret aveva anche un fratello e una sorella, Edward (1320circa-prima del 9 agosto 1334), che sposò Beatrice Mortimer, figlia di Ruggero Mortimer, I conte di March, ma morì senza eredi in giovane età e Alice di Norfolk.

### Primo matrimonio
Nel 1335, attorno ai quindici anni, Margaret sposò John Segrave, IV barone Segrave (4 maggio 1315-1º aprile 1353) da cui ebbe quattro figli. Nel 1350 Margaret tentò di divorziare dal marito sulla base del fatto che essi erano stati fidanzati prima d'essere in età da matrimonio e che ella non aveva mai acconsentito a vivere con lui. Margaret rese nota la propria intenzione di attraversare l'Europa per perorare la propria causa di fronte a papa Clemente VI, ma Edoardo III d'Inghilterra le proibì fermamente di lasciare il Paese.
Margaret non se ne curò e in incognito si mise in viaggio contando su un salvacondotto del Re di Francia. Nel 1351 Edoardo accusò Margaret d'aver contravvenuto al suo divieto attraversando La Manica, l'inchiesta mostrò come ella fosse riuscita nel suo viaggio con l'aiuto di un servo del marito, Sir Walter de Mauny, che le aveva fatto da guardiano per tutto il viaggio. Alla fine Margaret ottenne l'attenzione del pontefice e la sua causa venne ascoltata dal decano di Sant'Ilario a Poitiers, ma rimase vedova prima che il divorzio potesse essere legalizzato.

### Secondo matrimonio
Di nuovo libera ella si risposò con sir Walter Mauny dal quale ebbe tre figli e con cui condivise diciotto anni di matrimonio, essi si sposarono senza il permesso del Re attorno al 30 maggio 1354 e Walter morì poi fra l'8 e il 13 gennaio 1372.

### Duchessa di Norfolk e morte
Il 29 settembre 1397 a Margaret venne conferito il titolo di Duchessa di Norfolk a vita, ella morì quindi a Londra il 24 marzo 1399.

## Discendenza
Dal matrimonio con Lord John Segrave ella ebbe:
- John de Segrave, morto giovane[2] ;
- John de Segrave (morto prima del 1º aprile 1353), contrasse fidanzamento con Bianca di Lancaster, figlia di Enrico Plantageneto. Il matrimonio non venne mai celebrato ed essa sposò Giovanni Plantageneto, I duca di Lancaster, uno dei figli di Edoardo III. John invece prese per moglie, nel 1349, Blanche Mowbray, mentre sua sorella Elizabeth, a seguito di una dispensa papale, ne sposò il fratello John de Mowbray[3];
- Elizabeth Segrave che sposò John de Mowbray, IV barone Mowbray;
- Margaret Segrave che morì in giovane età prima del 1353[2] .

Dal suo secondo matrimonio con sir Walter Mauny (1310circa-gennaio 1372) nacquero:
- Thomas Mauny che annegò a Deptford ancora bambino[2] ;
- Anne Mauny (24 luglio 1355-3 aprile 1384) che sposò John Hastings, II conte di Pembroke;
- Isabel Mauny, morta senza eredi prima del 30 novembre 1371[2].

## Ascendenza
|                                          |                  |                            | Genitori                                  |  |  | Nonni |  |  | Bisnonni                     |  |  | Trisnonni                  |  |
|                                          |                  |                            |                                           |  |  |       |  |  | Enrico III, re d'Inghilterra |  |  | Giovanni, re d'Inghilterra |  |
|                                          |                  |                            |                                           |  |  |       |  |  | Enrico III, re d'Inghilterra |  |  | Giovanni, re d'Inghilterra |  |
|                                          |                  | Isabella d'Angoulême       |                                           |  |  |       |  |  | Enrico III, re d'Inghilterra |  |  |                            |  |
| Edoardo I, re d'Inghilterra              |                  |                            |                                           |  |  |       |  |  | Enrico III, re d'Inghilterra |  |  |                            |  |
|                                          |                  | Eleonora di Provenza       | Raimondo Berengario IV, conte di Provenza |  |  |       |  |  |                              |  |  |                            |  |
|                                          |                  | Eleonora di Provenza       | Raimondo Berengario IV, conte di Provenza |  |  |       |  |  |                              |  |  |                            |  |
|                                          |                  | Eleonora di Provenza       | Beatrice di Savoia                        |  |  |       |  |  |                              |  |  |                            |  |
| Tommaso Plantageneto, I conte di Norfolk |                  | Eleonora di Provenza       |                                           |  |  |       |  |  |                              |  |  |                            |  |
|                                          |                  | Filippo III, re di Francia | Luigi IX, re di Francia                   |  |  |       |  |  |                              |  |  |                            |  |
|                                          |                  | Filippo III, re di Francia | Luigi IX, re di Francia                   |  |  |       |  |  |                              |  |  |                            |  |
|                                          |                  | Filippo III, re di Francia | Margherita di Provenza                    |  |  |       |  |  |                              |  |  |                            |  |
| Margherita di Francia                    |                  | Filippo III, re di Francia |                                           |  |  |       |  |  |                              |  |  |                            |  |
|                                          |                  | Maria di Brabante          | Enrico III, re di Brabante                |  |  |       |  |  |                              |  |  |                            |  |
|                                          |                  | Maria di Brabante          | Enrico III, re di Brabante                |  |  |       |  |  |                              |  |  |                            |  |
|                                          |                  | Maria di Brabante          | Alice di Borgogna                         |  |  |       |  |  |                              |  |  |                            |  |
| Margaret, duchessa di Norfolk            |                  | Maria di Brabante          |                                           |  |  |       |  |  |                              |  |  |                            |  |
|                                          | Ranulph de Hales | Walter de Hales            |                                           |  |  |       |  |  |                              |  |  |                            |  |
|                                          | Ranulph de Hales | Walter de Hales            |                                           |  |  |       |  |  |                              |  |  |                            |  |
|                                          | Ranulph de Hales | Eleanor Berenger           |                                           |  |  |       |  |  |                              |  |  |                            |  |
| sir Roger de Hales                       | Ranulph de Hales |                            |                                           |  |  |       |  |  |                              |  |  |                            |  |
|                                          |                  | Dementa le Clauer          | William le Clauer                         |  |  |       |  |  |                              |  |  |                            |  |
|                                          |                  | Dementa le Clauer          | William le Clauer                         |  |  |       |  |  |                              |  |  |                            |  |
|                                          |                  | Dementa le Clauer          | Katherine le Strange                      |  |  |       |  |  |                              |  |  |                            |  |
| Alice de Hales                           |                  | Dementa le Clauer          |                                           |  |  |       |  |  |                              |  |  |                            |  |
|                                          |                  | Rodger Skogan              | …                                         |  |  |       |  |  |                              |  |  |                            |  |
|                                          |                  | Rodger Skogan              | …                                         |  |  |       |  |  |                              |  |  |                            |  |
|                                          |                  | Rodger Skogan              | …                                         |  |  |       |  |  |                              |  |  |                            |  |
| Alice Skogan                             |                  | Rodger Skogan              |                                           |  |  |       |  |  |                              |  |  |                            |  |
|                                          |                  | Alice Skogan               | …                                         |  |  |       |  |  |                              |  |  |                            |  |
|                                          |                  | Alice Skogan               | …                                         |  |  |       |  |  |                              |  |  |                            |  |
|                                          |                  | Alice Skogan               | …                                         |  |  |       |  |  |                              |  |  |                            |  |
|                                          |                  | Alice Skogan               |                                           |  |  |       |  |  |                              |  |  |                            |  |